# Calodipoena dumoga
Calodipoena dumoga là một loài nhện trong họ Mysmenidae.
Loài này thuộc chi Calodipoena. Calodipoena dumoga được L. Baert miêu tả năm 1988.